# Línguas caribes

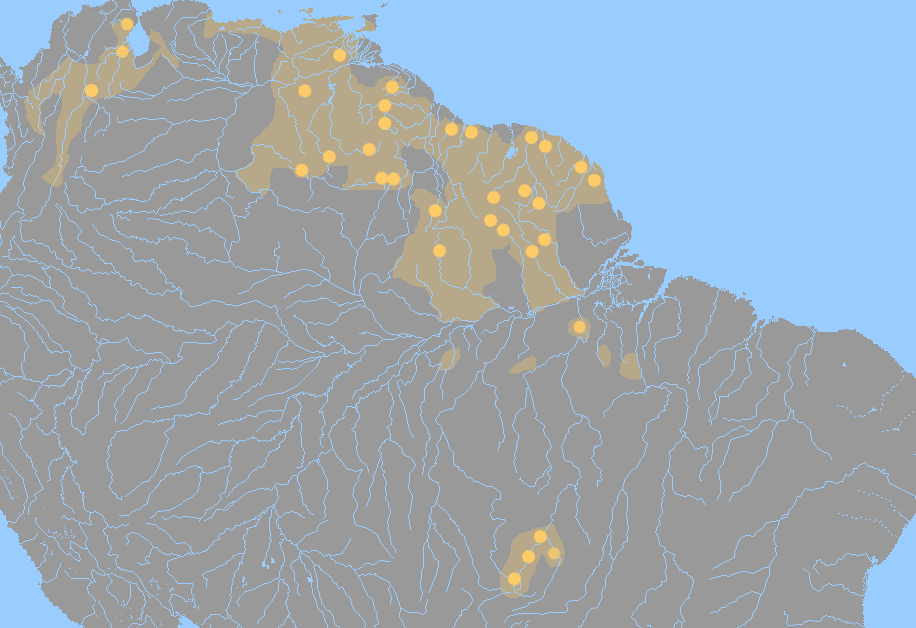
Enclaves das línguas caribes atuais (c. 2000) e prováveis áreas de difusão no século XVI

As línguas caribes, karib, caribas, caraíbas são uma família linguística indígena da América Central e da América do Sul que compreende cerca de 40 línguas faladas entre 60 e 100 mil pessoas . Ela está dispersa por todo o norte da América do Sul, desde a foz do Rio Amazonas até os Andes colombianos, mas também aparece no Brasil central.
As línguas caribes são relativamente próximas entre si. A literatura aponta cerca de 100 nomes diferentes paras as línguas dessa família, mas o número cai pela metade, dependendo do que é considerado língua ou dialeto. As poucas línguas que possuem mais de mil falantes são bastante aparentadas entre si, como é o caso do Pemón, do Kapóng e do Macuxi que somam mais da metade dos falantes .
A família linguística caribe é famosa por causa da língua hixkaryana, que é uma das poucas línguas no mundo que ordena as sentenças na ordem objeto-verbo-sujeito.

## Classificação interna
Classificação interna provisória da família linguística Caribe segundo Sérgio Meira (2006: 169):
Família Caribe
- Ramo Guianense
  - Karinya (Galibi); Wayana; Apalaí (?); Palmella † (?)
  - Grupo Taranoano
    - Karihona
    - Tiriyó; Akuriyó

  - Grupo Parukotoano
    - Katxuyana
    - Waiwai; Hixkaryana
- Ramo Venezuelano
  - Tamanaku †
  - Grupo Costeiro
    - Chayma †
    - Cumanagoto †

  - Grupo Pemonguiano
    - Pemong (Arekuna, etc.)
    - Kapong (Akawaio, etc.)
    - Makuxi

  - Panare
  - Ye’kwana (?)
  - Mapoyo (?); Yawarana (?)
- Ramo Waimiriano
  - Waimiri-Atroari (?)
- Ramo Yukpano
  - Yukpa (Motilón)
  - Hapreria (Japreria)
- Ramo Sul (ou Pekodiano)
  - Bakairi
  - Grupo Xinguano
    - Arara
    - Ikpeng
- Ramo Kuikuroano
  - Kuikuro (Kalapalo, etc.)
  - Pimenteira † (?)

## Línguas
Línguas Caribe ainda faladas (Meira 2006):
| Língua                          | Número de falantes |
| ------------------------------- | ------------------ |
| Makushi                         | 12.000             |
| Karinya (Galibi)                | 10.000             |
| Pemon (Arekuna, Taurepan, etc.) | 5.000              |
| Kapon (Akawaio, Patamona, etc.) | 5.000              |
| Ye’kwana (Makiritare)           | 5.000              |
| Panare                          | 3.100              |
| Yukpa (+ Japreria)              | 3.000              |
| Waiwai                          | 2.500              |
| Tiriyó                          | 2.000              |
| Wayana                          | 1.000              |
| Waimiri-Atroari                 | 1.000              |
| Bakairi                         | 900                |
| Hixkaryana                      | 600                |
| Kuikuro                         | 500                |
| Apalaí                          | 400                |
| Yawarana                        | 300                |
| Ikpeng (Txikão)                 | 300                |
| Arara                           | 200                |
| Katxuyana                       | 50                 |
| Karihona (Carijona)             | 5                  |
| Akuriyó                         | 3                  |
| Mapoyo                          | 3                  |

### Línguas caribes faladas no Brasil
Separadas pelos ramos meridional e setentrional (Ethnologue):
- Línguas caribes - família linguística
  - Setentrional

- Guiana Oriental e Ocidental

- Macuxi-Kapon

- Kapon

- Ingarikó
- Taurepang

- Macuxi

- Macuxi

- Waimiri

- Waimiri-Atroari

- Waiwai

- Waiwai

- Wayana-Tiriyó

- Aparai
- Tiriyó
- Wayana

- Galibi

- Galibi-do-oiapoque

- Brasil Setentrional

- Ikpeng

- Meridional

- Guiana Meridional

- Hixkaryana
- Kaxuyana

- Bacia do Xingu

- Bakairi
- Kuikuro-Kalapalo
- Matipu-Nahukuá

## Comparação lexical
Comparação lexical (Rodrigues 1986):
| Português  | lua   | sol    | água       | chuva   | céu  | pedra | flecha | cobra | peixe | onça    |
| ---------- | ----- | ------ | ---------- | ------- | ---- | ----- | ------ | ----- | ----- | ------- |
| Galibí     | nuno  | wéiu   | tuna       | konopo  | kapu | topu  | pyrywa | okóiu | wuoto | kaituxi |
| Apalaí     | nuno  | xixi   | tuna       | konopo  | kapu | topu  | pyróu  | âkóia | kana  | kaikuxi |
| Wayâna     | nunuy | xixi   | tuna       | kopo    | kapu | tepu  | pyréu  | ykýia | kaa   | kaikui  |
| Hixkaryâna | nuno  | kamymy | tuna       | tuna    | kahe | tohu  | waiwy  | okóie | kana  | kamara  |
| Taulipáng  | kapyi | wéi    | tuna, paru | kono’   | ka’  | ty’   | pyrýu  | ykýi  | moro’ | kaikuse |
| Arára      | nuno  | txitxi | paru       | kangpo  | kapo | yupi  | pyrom  | okoi  | wat   | okoro   |
| Txikão     | nuno  | xixi   | ga         | kongpo  | kuli | yby   | pyrom  | ogoi  | uot   | akari   |
| Nahukwá    | nune  | riti   | tuna       | konoho  | kavy | tevu  | hyre   | ekè   | kana  | ikere   |
| Kuikúru    | ngune | riti   | tunga      | kongofo | kafy | tefu  | fyre   | ekè   | kanga | èkèrè   |
| Bakairí    | nunâ  | xixi   | paru       | kòpâ    | kau  | tuhu  | pyrâu  | âgâu  | kãrã  | udòdò   |

## Influência na língua portuguesa
As línguas da família caribe legaram algumas palavras para a língua portuguesa, embora não de modo tão expressivo quanto as línguas da família tupi-guarani. Por exemplo: tacacá, piroga, mico, tuiuiú, tucuxi, manati, savana etc.